# Lasioglossum nigroviride
Lasioglossum nigroviride är en biart som först beskrevs av Graenicher 1911. Den ingår i släktet smalbin och familjen vägbin. Inga underarter finns listade i Catalogue of Life.

## Beskrivning
Huvud och mellankropp är grönaktiga med mörkare ovansida. Bakkroppen är mer eller mindre svart. Behåringen är blekgul, kort och gles. Honan saknar helt behåring på bakkroppen. Vingarna är blekt bruna med brunaktiga ribbor. Kroppslängden är omkring 7 mm.

## Ekologi
Arten flyger mellan april och oktober. Den är polylektisk, den hämtar nektar och pollen från blommande växter tillhöriga många olika familjer, som korgblommiga växter (renfana), ljungväxter (Leucothoe axillaris och Rhododendron maximum) samt näveväxter (Geranium maculatum). Arten är vanlig i sitt utbredningsområde.

## Utbredning
Utbredningsområdet omfattar Nordamerika från södra Kanada (Nova Scotia till British Columbia) till norra och sydöstra USA (från Washington till New England i norr, Georgia i söder).